# Harvest Moon (videogioco)
Harvest Moon (牧場物語?, Bokujō Monogatari, Ranch Story), è un videogioco simulatore di vita agreste con elementi di videogioco di ruolo, sviluppato per Super Nintendo. Il videogioco è stato pubblicato nel 1996 in Giappone e nel 1997 negli Stati Uniti dalla Natsume, ed è il primo capitolo di una serie di videogiochi, in cui il giocatore deve gestire la vita di una fattoria..
All'inizio del 1998 il gioco è stato pubblicato anche in Australia, Francia e Germania (con sottotitoli in tedesco e francese). Harvest Moon è stato l'ultimo videogioco pubblicato per la console Super Nintendo in quelle nazioni e la scarsa distribuzione, in un periodo in cui quella consolle era già stata soppiantata dal suo successore, il Nintendo 64, lo rende uno dei videogiochi più rari in formato PAL.
Il videogioco è stato reso disponibile anche per Virtual Console Wii il 4 gennaio 2008 in Europa e l'11 febbraio 2008 in America.